# Pojorta
Pojorta (ungarisch Posorta) ist ein Dorf in Siebenbürgen im Kreis Brașov in Rumänien. Es gehört zur Gemeinde Lisa und liegt 8 Kilometer südlich des Flusses Olt (Alt) sowie der Europastraße 68 und 18 Kilometer von der Stadt Făgăraș (Fogarasch) entfernt.

## Geschichte
Das Dorf hatte in seiner Vergangenheit mehrmals lokale Bedeutung. In früheren Zeiten gehörte das Land, auf dem das Dorf heute steht, der Bojarenfamilie Pojorta. Aus dem Jahr 1630 ist ein Rechtsstreit überliefert, in dem sich die Bojaren Andreas von Pojorta und sein Vater Aldea Negrea über Bewohner des wenige Kilometer südlich gelegenen Dorfes Breaza beschwerten, die sich unrechtmäßig auf ihrem Land niedergelassen hatten. Dies dürfte der Ursprung des heutigen Dorfes sein. Die damalige Fürstin von Siebenbürgen, Katharina von Brandenburg, entschied zu Gunsten der klagenden Bojaren, bestätigte deren Besitztitel und unterstellte ihnen die beklagten Bauern als Leibeigene.
Nachdem ab 1687 die Habsburger die Macht in Siebenbürgen übernahmen, trat der Großteil der Bevölkerung Pojortas trotz Widerstands des nahe gelegenen orthodoxen Klosters Sâmbăta de Sus zur mit Rom unierten griechisch-katholischen Kirche über. Im 18. und 19. Jahrhundert war das Dorf Teil der habsburgischen Militärgrenze; im Nachbardorf Breaza war das 1. Walachen Grenzinfanterieregiment (ung. Elsö Oláh Gyalogezred) aus Orlat stationiert.
Während des Ersten Weltkriegs kam es in Pojorta zu Gefechten zwischen der Österreichisch-Ungarischen Armee und den Truppen des Königreichs Rumänien. Im November 1918, als das Habsburgerreich bereits im Zusammenbruch war, erklärte die rumänische Bevölkerung des Dorfes in einer Resolution ihren Willen zum Anschluss an Rumänien.
Bei der 1927 in Rumänien durchgeführten Volkszählung hatte Pojorta 385 Einwohner, davon waren 60 orthodox und 325 griechisch-katholisch.
Nach der Machtübernahme der Kommunisten kam es in der Gegend Anfang der 1950er zum bewaffneten Widerstand gegen das Regime. Im Fogarascher Gebirge versteckten sich Partisanen vor dem Zugriff der Securitate. Von den Rebellen stammten einige aus Pojorta, etwa die Brüder Gheorghe und Andrei Hașu. Da die Bewohner des Dorfes die Partisanen teilweise heimlich unterstützten, wurde es mehrmals von der Miliz und der Geheimpolizei besetzt und durchsucht. Andrei Hașu, der seit 1947 im Untergrund gelebt hatte, wurde 1952 verhaftet und im Jahr darauf hingerichtet. Sein Bruder Gheorghe (Ghița) wurde erst 1957 gefasst und ins berüchtigte Gefängnis Jilava nahe Bukarest gebracht. Über sein Schicksal ist seitdem nichts mehr bekannt; 1964 stellte die Gefängnisleitung allerdings eine Todesurkunde für ihn aus. Der einzige Überlebende der Fogarascher Partisanengruppe war Ion Gavrilă Ogoranu, der nach der Revolution von 1989 seine Erlebnisse publizierte.
Zwischen 1974 und 1975 war Serafim Joantă Pfarrer in Pojorta, der heutige rumänisch-orthodoxe Metropolit für Deutschland, Zentral- und Nordeuropa.

## Bilder

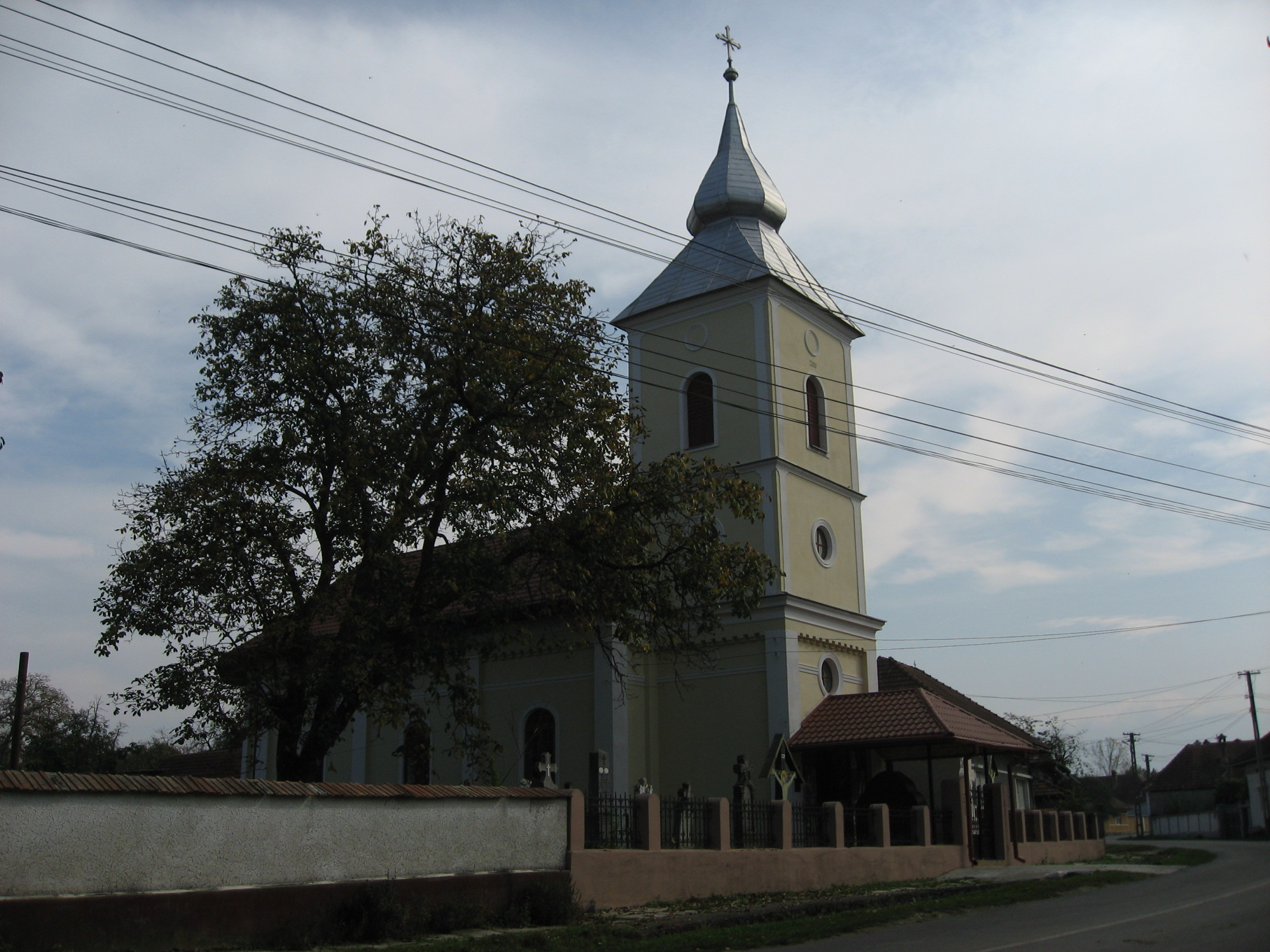
Die orthodoxe Kirche von Pojorta
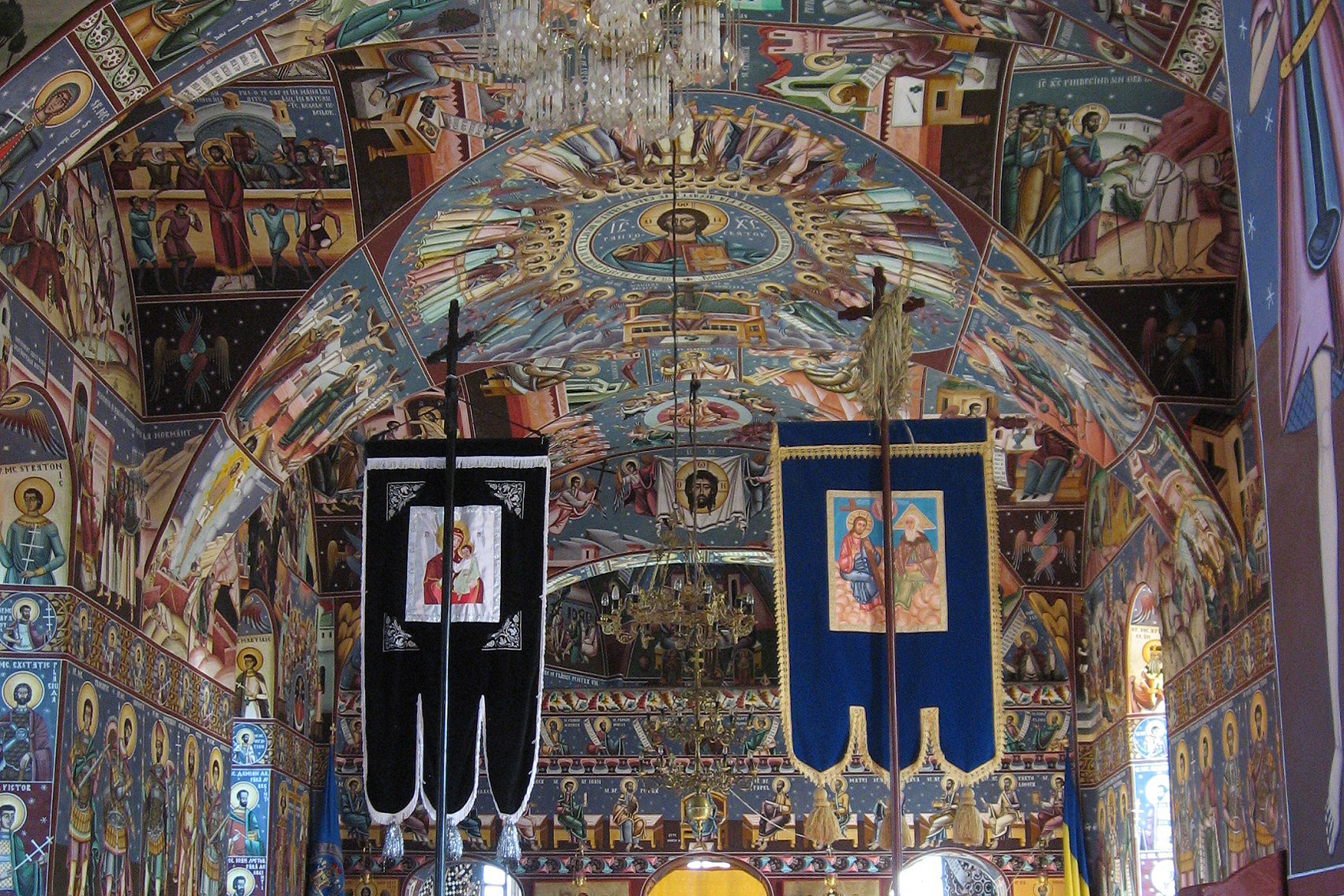
Byzantinische Malerei in der orthodoxen Kirche
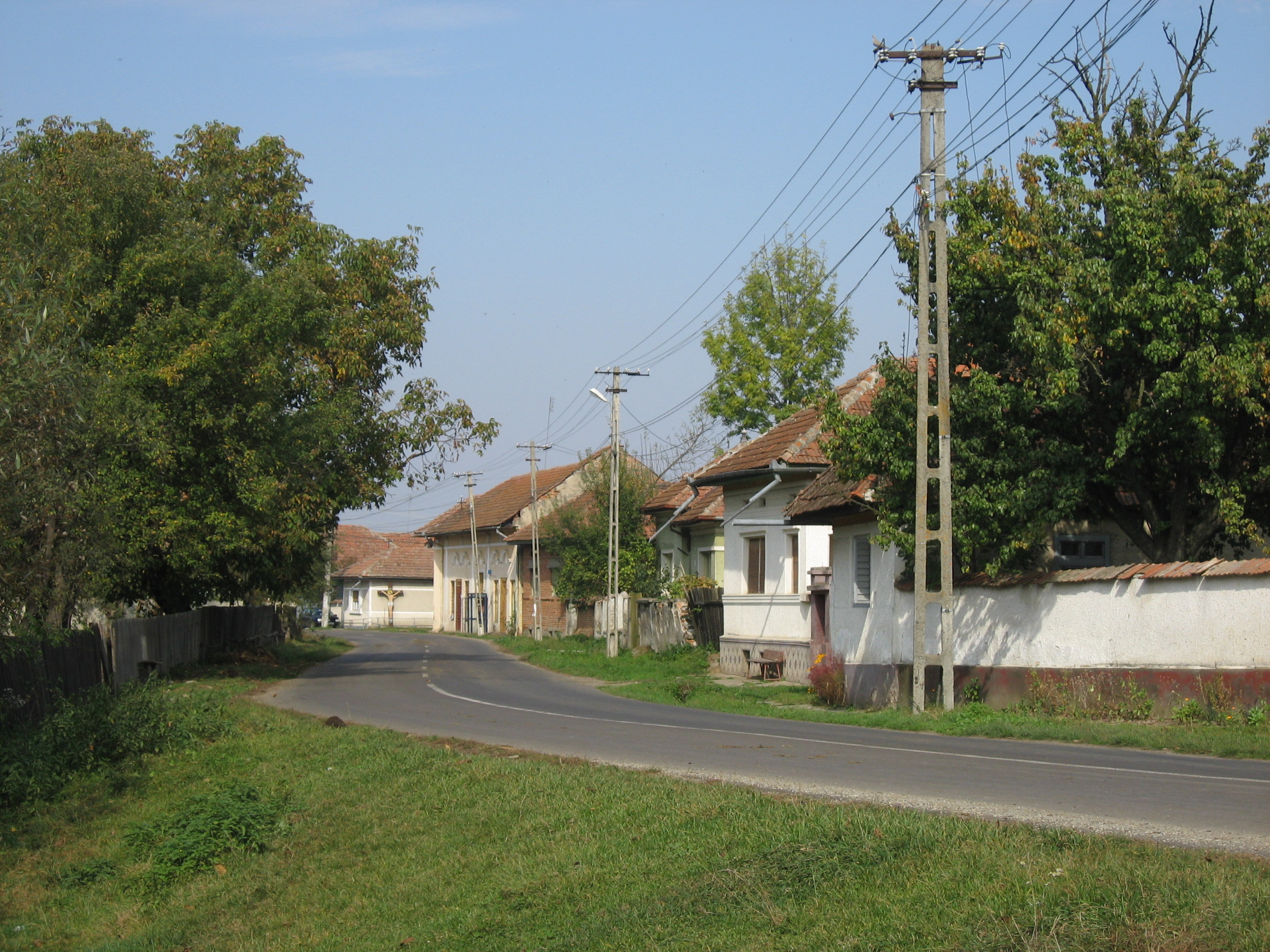
Dorfstraße
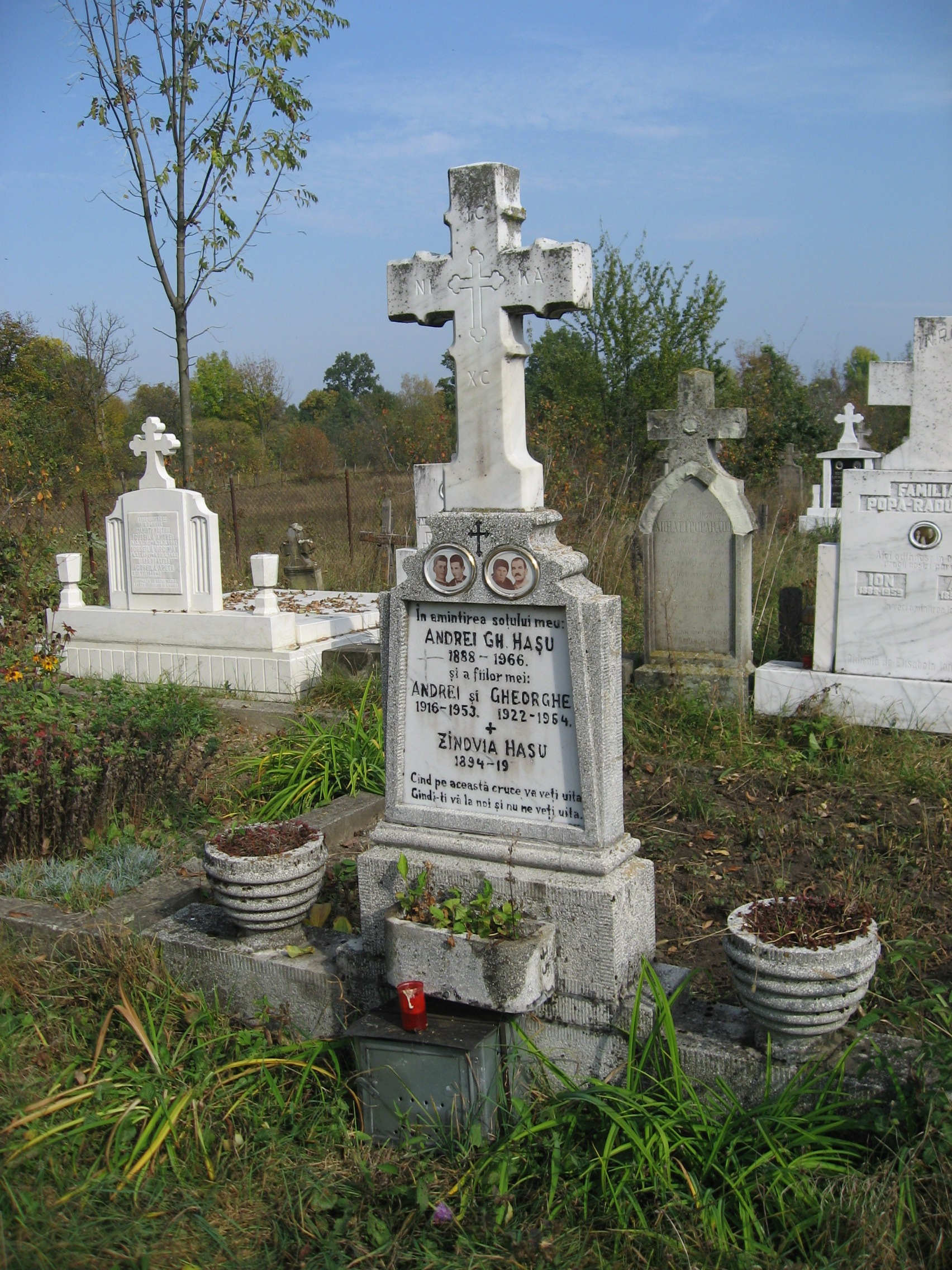
Grabstein der Partisanen Andrei und Ghiţa Haşu